# Alfons Gorbach
Alfons Gorbach (ur. 2 września 1898 w Imst, zm. 31 lipca 1972 w Grazu) – austriacki polityk, więzień polityczny, działacz Austriackiej Partii Ludowej (ÖVP) i jej lider w latach 1960–1963, deputowany, od 1961 do 1964 kanclerz Austrii.

## Życiorys
W trakcie I wojny światowej służył w wojsku Austro-Węgier jako żołnierz piechoty. Walczył na froncie włoskim, w wyniku doznanych obrażeń stracił nogę. Studiował następnie prawo na Uniwersytecie w Grazu, które ukończył w 1922. Działał w Austriackiej Partii Chrześcijańsko-Społecznej, był radnym miejskim w Grazu i członkiem władz Styrii, gdzie odpowiadał za edukację. Zasiadał także w regionalnym parlamencie. W latach 1933–1938 przewodniczył styryjskiemu oddziałowi Frontu Ojczyźnianego, prorządowej organizacji wspierającej austriackich dyktatorów. Przeciwnik nazizmu i przyłączenia Austrii do Niemiec. Po anschlussie aresztowany, w latach 1938–1942 i ponownie od 1944 do 1945 więziony w niemieckich nazistowskich obozach koncentracyjnych (KL Dachau i KL Flossenbürg).
Po wojnie kontynuował działalność polityczną w ramach Austriackiej Partii Ludowej. W latach 1960–1963 stał na czele swojego ugrupowania. Od 1945 do 1970 sprawował mandat posła do Rady Narodowej. W latach 1945–1953 i 1956–1961 był trzecim przewodniczącym niższej izby parlamentu. Od kwietnia 1961 do kwietnia 1964 sprawował urząd kanclerza. W 1965 wystartował w wyborach prezydenckich, otrzymał w nich 49,3% głosów, przegrywając z Franzem Jonasem.